# OKCエナジーFC
OKCエナジーFC (英語: OKC Energy FC) は、アメリカ合衆国・オクラホマ州オクラホマシティに本拠地を置くサッカークラブ。2022年現在、USLチャンピオンシップに所属している（ホームスタジアムの改修のため、活動休止中）。

## 歴史
2013年7月2日、オクラホマシティの実業家ロバート・"ボブ"・ファンク・ジュニアがユナイテッドサッカーリーグに参入する新クラブのフランチャイズを取得。11月には新クラブの名前を「オクラホマシティ・エナジーFC」とすることを発表した。
2014年、元スポルティング・カンザスシティのゴールキーパーで前年に現役引退したジミー・ニールセンが監督に就任。4月5日、アウェーのオレンジカウンティ・ブルーズSC（現オレンジカウンティSC戦で初の公式戦を行い、この試合で初勝利も収めた。4月26日にビショップ・マクギネス・カトリック高校のプリビル・スタジアムでオーランド・シティSCとホーム初戦を戦った。シーズンは10位で終了した。
2015年シーズンに新しく改装されたタフト・スタジアムに移転し、ウェスタン・カンファレンスを2位で終え、初めてプレーオフに進出した。プレーオフではウェスタン・カンファレンス決勝に進出したが、LAギャラクシーIIに敗れた。
所有グループであるプロディガルLLC（旧エクスプレス・スポーツ）は、アメリカン・ホッケー・リーグのオクラホマシティ・バロンズを運営している団体で、以前はパシフィックコーストリーグのオクラホマシティ・ドジャース(旧オクラホマ/オクラホマシティ・レッドホークス)とセントラル・ホッケー・リーグのオクラホマシティ・ブレイザーズも保有・運営していた。

## 歴代所属選手
- オマー・デイリー 2015
- アダム・ジャーン 2018
- アレクシ・ボゼッティ 2019
- ジェ＝ヴォーン・ワトソン 2019
- 飯田昴大 2020
- 栗本広輝 2021
- デクラン・ウィン 2021